# 현우
현우 (본명: 김현우, 한자:金顯祐, 1985년 1월 18일 ~ )는 대한민국의 배우이다. 2008년 영화 《쌍화점》으로 데뷔하였다. 2009년에는 MBC 일일시트콤 《태희 혜교 지현이》가 인연이 되어 프로젝트 그룹 24/7을 결성, 디지털 싱글 《그녀석의 여자》로 가수 데뷔하였다.

## 학력
- 서현초등학교 졸업
- 서현중학교 졸업
- 효성고등학교 졸업
- 서울예술대학 방송영상과 학사

## 출연 작품

### 영화
| 연도 | 제목                            | 역할     | 비고                 |
| ---- | ------------------------------- | -------- | -------------------- |
| 2008 | 《쌍화점》                      | 건룡위   |                      |
| 2013 | 《더 웹툰: 예고살인》           | 김영수   |                      |
| 2015 | 《조선명탐정: 사라진 놉의 딸》  | 뱀파이어 |                      |
| 2017 | 《You with me》                 | 제이슨   | 주연, 필리핀합작영화 |
| 2018 | 《조선명탐정: 흡혈괴마의 비밀》 | 세자     | 우정출연             |

### 드라마
- 2009년 MBC 저녁 일일시트콤 《태희 혜교 지현이》 ... 김현우 역
- 2009년 SBS 월화 미니시리즈 《드림》
- 2010년 MBC 월화 미니시리즈 《파스타》 ... 이지훈 역
- 2010년 KBS2 월화 미니시리즈 《국가가 부른다》 ... 나준민 역
- 2010년 MBC 일요 드라마 극장 《사랑을 가르쳐 드립니다》 ... 오지훈 역
- 2011년 KBS2 드라마스페셜 연작시리즈 《헤어쇼》 ... 윤호열 역
- 2011년 SBS 수목 대기획 드라마 《뿌리깊은 나무》 ... 성삼문 역
- 2011년 ~ 2012년 JTBC 저녁 일일시트콤 《청담동 살아요》 ... 현우 역
- 2013년 OCN 금요 미니시리즈 《더 바이러스》 ... 김인철 역
- 2013년 SBS 저녁 일일연속극 《못난이 주의보》 ... 강철수 역
- 2014년 KBS2 단막극 《KBS 드라마 스페셜 - 카레의 맛》 ... 경표 역
- 2014년 tvN 금토 미니시리즈 《갑동이》 ... 젊은시절 차도혁 역 (특별출연)
- 2014년 KBS1 저녁 일일연속극 《고양이는 있다》 ... 염치웅 역
- 2015년 Olive 화요 미니시리즈 《유미의 방》 ... 오지람 역
- 2015년 네이버 TV 웹 드라마 《달콤한 유혹》 ... 한우 역
- 2015년 JTBC 주말 특별기획 드라마 《송곳》 ... 주강민 역
- 2016년 SBS 월화 특별기획 드라마 《대박》 ... 경종 이윤 역
- 2016년 ~ 2017년 KBS2 주말연속극 《월계수 양복점 신사들》 ... 강태양 역
- 2017년 MBC 수목 미니시리즈 《자체발광 오피스》 ... 은호원의 대학선배 강태양 역 (특별출연)
- 2017년 JTBC 월요 미니시리즈 《알 수도 있는 사람》 ... 김효은의 선배 역 (특별출연)
- 2017년 ~ 2018년 SBS 주말 특별기획 드라마 《브라보 마이 라이프》 ... 김범우 역
- 2018년 MBN 수목 미니시리즈 《마녀의 사랑》 ... 마성태 역
- 2019년 JTBC 월화 미니시리즈 《눈이 부시게》 ... 혜자의 대학 선배 역 (특별출연)
- 2019년 ~ 2020년 KBS2 수목 미니시리즈 《99억의 여자》 ... 강태현 역
- 2021년 JTBC 수목 미니시리즈 《로스쿨》 ... 유승재 역
- 2023년 SBS 월화 미니시리즈 《꽃선비 열애사》 ... 이창 역

### 뮤지컬
| 연도 | 제목                 | 역할   | 비고 |
| ---- | -------------------- | ------ | ---- |
| 2010 | 《진짜 진짜 좋아해》 | 강진영 |      |
| 2014 | 《카페인》           | 강지민 |      |

### 뮤직비디오
| 연도 | 가수명           | 곡명                             | 비고 |
| ---- | ---------------- | -------------------------------- | ---- |
| 2009 | 24/7             | 그녀석의 여자                    |      |
| 2010 | A-ble            | 죽은사랑                         |      |
| 2012 | 오정림           | 記得我愛你 (Remember I Love You) |      |
| 2014 | 100% V           | 퇴근길(Missing you)              |      |
| 2015 | 플라이투더스카이 | 그렇게 됐어, 미워해야한다면      |      |

## 방송

### 예능
| 연도        | 방송사   | 제목                                      | 역할        | 날짜                      | 비고          |
| ----------- | -------- | ----------------------------------------- | ----------- | ------------------------- | ------------- |
| 2010        | MBC      | 《웃음버라이어티 꿀단지 - 내게도 사랑이》 | 현우 출연   | 07. 25. ~ 10. 24.         | 12부작        |
| 2010 ~ 2011 | KBS2     | 《뮤직뱅크》                              | MC          | 10. 12. 03. ~ 11. 10. 21. | 582회 ~ 625회 |
| 2010 ~ 2011 | KBS2     | 《뮤직뱅크》                              | MC          | 10. 28. ~ 11. 11.         | 626회 ~ 628회 |
| 2010        | 패션N    | 《트레져 헌터》                           | 게스트      |                           | 3회           |
| 2013        | 일본KNTV | 《도키메키 칸도라》                       | 게스트      |                           |               |
| 2014        | Y-STAR   | 《프렌즈 in 마카오》                      |             |                           |               |
| 2015        | KBS2     | 《인간의 조건 2》                         | 출연        | 01. 03. ~ 05. 02.         | 32회 ~ 38회   |
| 2015        | XTM      | 《닭치고 서핑》                           |             |                           |               |
| 2017        | KBS2     | 《배틀 트립》                             | 여행 게스트 | 06. 10. ~ 06. 17.         |               |
| 2017        | KBS2     | 《노래싸움 - 승부》                       | MC          | 03. 31. ~ 05. 19.         |               |
| 2019        | SBS      | 《정글의 법칙 in 로스트 정글》            | 게스트      | 05. 11. ~ 06.08           | 42기          |
| 2020        | KBS Joy  | 《셀럽뷰티》                              | 진행        | 01. 28 ~ 05.05            |               |
| 2021        | MBC      | 《심야괴담회》                            | 게스트      |                           |               |
| 2022        | MBC      | 《구해줘! 홈즈》                          | 게스트      |                           |               |

### 라디오
| 연도 | 방송사     | 제목                                             | 역할      | 날짜    | 비고 |
| ---- | ---------- | ------------------------------------------------ | --------- | ------- | ---- |
| 2013 | MBC 표준FM | 《신동의 심심타파》 대세남 특집! 로맨스를 부탁해 | 스페셜 DJ | 09. 28. |      |

## 음반
- 2009년 24/7 《24 Hours A Day, 7 Days A Week》- 그녀석의 여자
- 2010년 《국가가 부른다 OST Part.3》 - 반지

## 광고
| 연도 | 기업     | 제품         | 공동출연             |
| ---- | -------- | ------------ | -------------------- |
| 2008 | KFC      | 그릴맥스버거 |                      |
| 2010 | 서울우유 | 비요뜨       | 서우, 박성광, 허안나 |

## 홍보대사
| 연도 | 홍보대사                        | 비고 |
| ---- | ------------------------------- | ---- |
| 2010 | 청소년 흡연예방 캠페인 홍보대사 |      |

## 수상 및 후보
| 연도 | 시상식       | 부문                        | 작품                 | 결과 |
| ---- | ------------ | --------------------------- | -------------------- | ---- |
| 2014 | KBS 연기대상 | 일일극부문 남자 우수연기상  | 고양이는 있다        | 후보 |
| 2016 | KBS 연기대상 | 남자 신인상                 | 월계수 양복점 신사들 | 후보 |
| 2016 | KBS 연기대상 | 베스트 커플상 (With 이세영) | 월계수 양복점 신사들 | 수상 |